# Constantin Frantz
Constantin Frantz, född den 12 september 1817, död den 2 maj 1891, var en tysk filosof och författare.
Constantin Frantz skaffade sig genom vidsträckta resor omfattande information om den politiska historien i olika länder och publicerade en mängd arbeten inom området. Bland hans verk märks Polen, Preussen und Deutschland (1848, anonymt utgiven), Preussen, Österreich und Deutschland (1848), Von der deutschen Föderation (1851, anonymt utgiven), Utersuchungen über das europäische Gleichgewicht (1859, anonymt utgiven), Die Wiederherstellung Deutschlands (1865), Die Schattenseite des norddeutschen Bundes (1870), Das neue Deutschland (1871), Die Religion des Nationalliberalismus(1872), Literarisch-politische Aufsätze (1876), Schellings positive Philosophie (3 band, 1879–1880), Der Föderalismus als das leitende Prinzip für die soziale, staatliche under internationale Organisation, unter besonderer Bezugnahme auf Deutschland, kritisch nachgewiesen und konstruktiv dagestellt (1879), Die Weltpolitik unter besonderer Bezugnahmne auf Deutschland (3 avdelningar, 1882–1883). Frantz menade, att Tyskland, som låg i Europas hjärta, var tänkt att utgöra fundamentet till en stor mellaneuropeisk federation som en verksam motvikt mot Ryssland och USA:s växande politiska makt. Det tyska riket skulle stå på kristen grund och var avsett att utgöra grunden för en stor pacifistisk världsunion. Frantz tog avstånd från Otto von Bismarcks nationalstat som han såg som en centraliserad maktstat utan livskraft och existensberättigande, och som han menade var dömd till undergång inom högst ett par generationer. Han såg den samtida nationalismen och imperialismen som krafter som hotade att förstöra den västerländska kulturen. Frantz såg Ryssland som en hänsynslös asiatisk, centraliserad maktstat som utgjorde ett ständigt hot mot Europa. Constantin Frantz blev snart bortglömd, hans främsta betydelse blev den påverkan han hade på Jacob Burckhardt och Richard Wagner. Han återupptäcktes 1916 av Friedrich Wilhelm Foerster i en uppsats i tidskriften Friedenswarte och kom sedan en tid att spela en viktig roll i den politiska debatten och sågs som en politisk profet. Efter första världskriget kom hans åsikter om Otto von Bismarck att bli vitt spridda, de ungkonservativa runt Arthur Moeller van den Bruck såg honom som förespråkaren av ett stortyskt rike på kristen grund. Under nationalsocialismen användes hans tankar som ett förespråkande av tredje riket. Intresset för hans tankar dog dock inte ut, och hans teser influerade efter kriget  bland andra Friedrich Meinecke, Erich Eyck och Wilhelm Röpke.